# NEXRAD

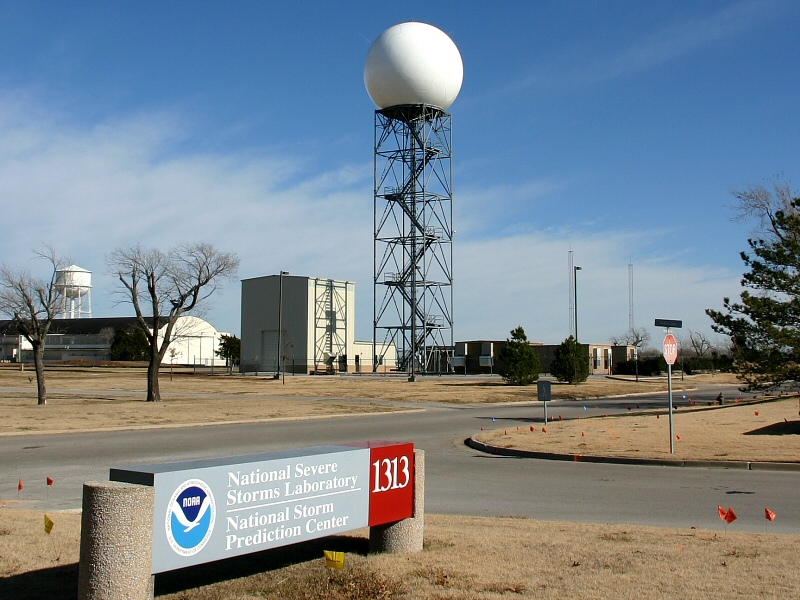
WSR-88DレーダーオペレーションセンターにあるNEXRADレーダー

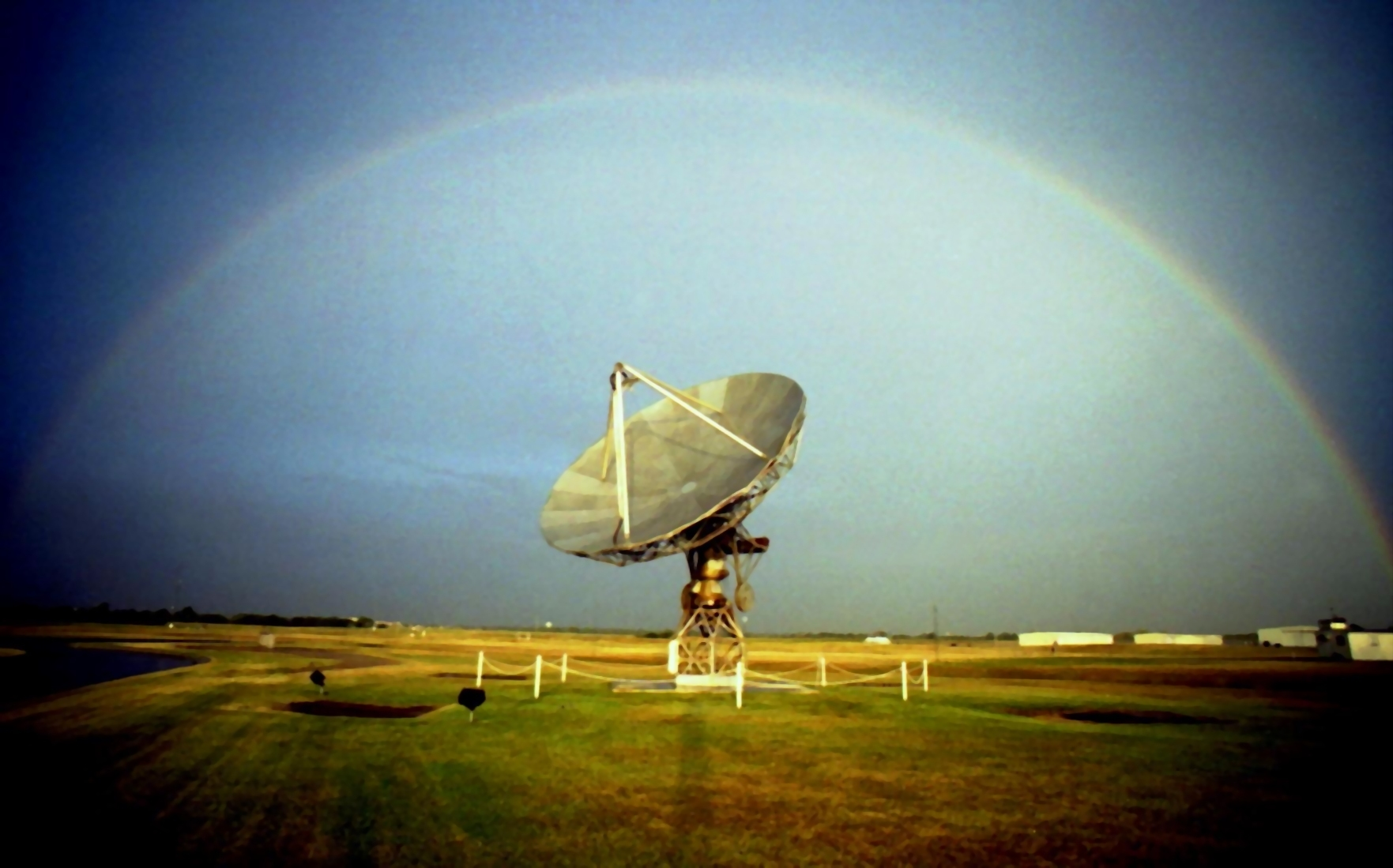
国立シビアストーム研究所でのWSR-88Dのテストベッド実証試験の様子

NEXRAD (NEXt-Generation RADar) は、アメリカ合衆国商務省の海洋大気庁内の国立気象局が運用する、159地点に設置されたドップラー式の高解像度気象レーダー網である。技術的な正式名称は"WSR-88D"で、Weather Surveillance Radar, 1988, Doppler（「1988年のドップラー式気象監視レーダー」）という意味が込められている。

## 概要
NEXRADは降水と風を検知する。処理されたデータはモザイク様の地図上に表示され、降水の傾向とその移り変わりを確認できる。本レーダーシステムは、オペレーターによって選択可能な2つの基本モードを備えている。1つは、クリアエアモード (clear-air mode) と呼ばれる低速スキャンモードで、対象地域でほとんど大気の動きが確認できない場合に大気移動の分析に用いられる。もう1つは、降水モード (precipitation mode) と呼ばれ、活発な気象現象を捉えるため、より高速なスキャンが実行される。NEXRADはアルゴリズムと自動ボリュームスキャンの使用等、自動化されたシステムである点が重要視される。

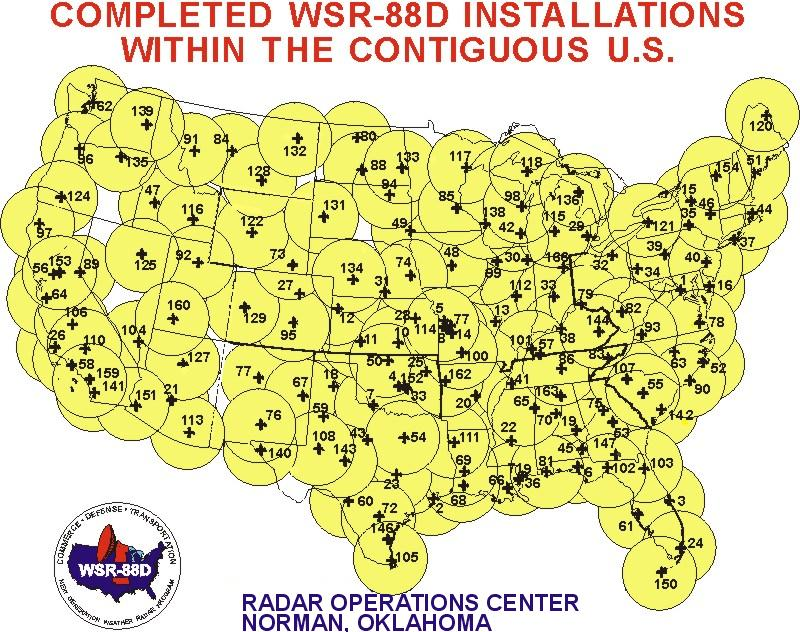
大陸の合衆国本土の観測点

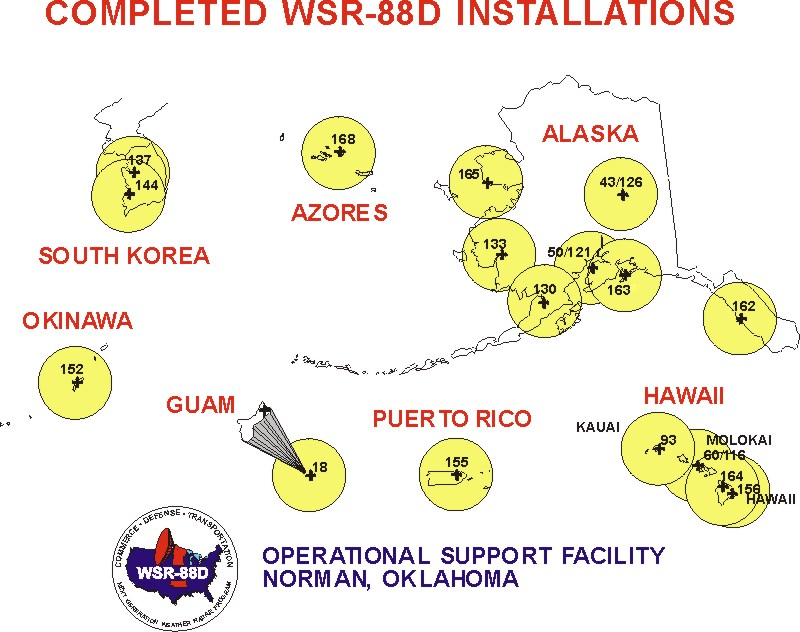
アラスカ、ハワイ、海外領土および米軍基地の観測点